# Lee Jae-Suk
Lee Jae-Suk, född den 28 november 1963, är en sydkoreansk brottare som tog OS-brons i flugviktsbrottning i den grekisk-romerska klassen 1988 i Seoul. 